# Brioux-sur-Boutonne
Brioux-sur-Boutonne è un comune francese di 1 555 abitanti situato nel dipartimento delle Deux-Sèvres nella regione della Nuova Aquitania.

## Società

### Evoluzione demografica
Abitanti censiti